# 塞韋拉蒂冰川

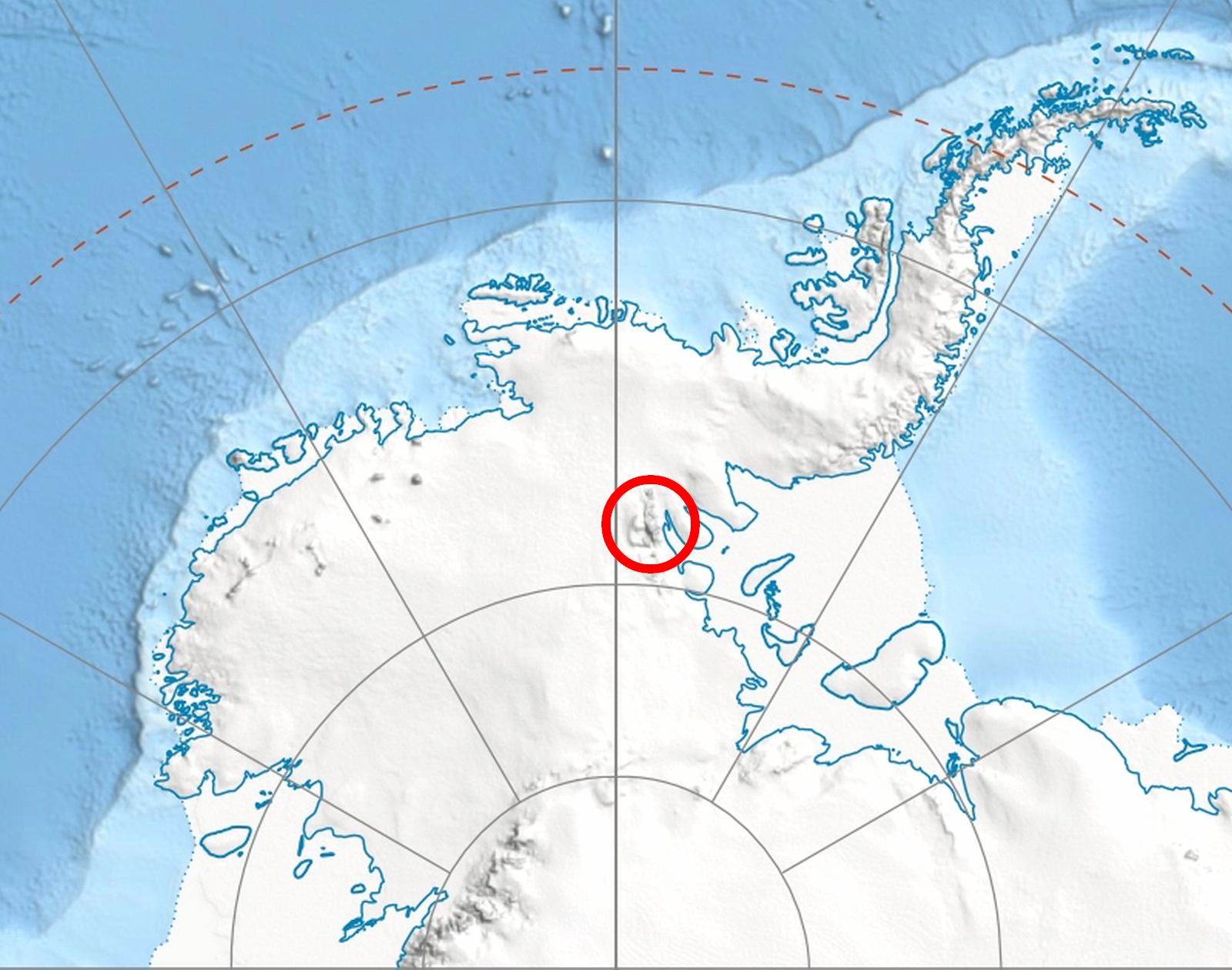

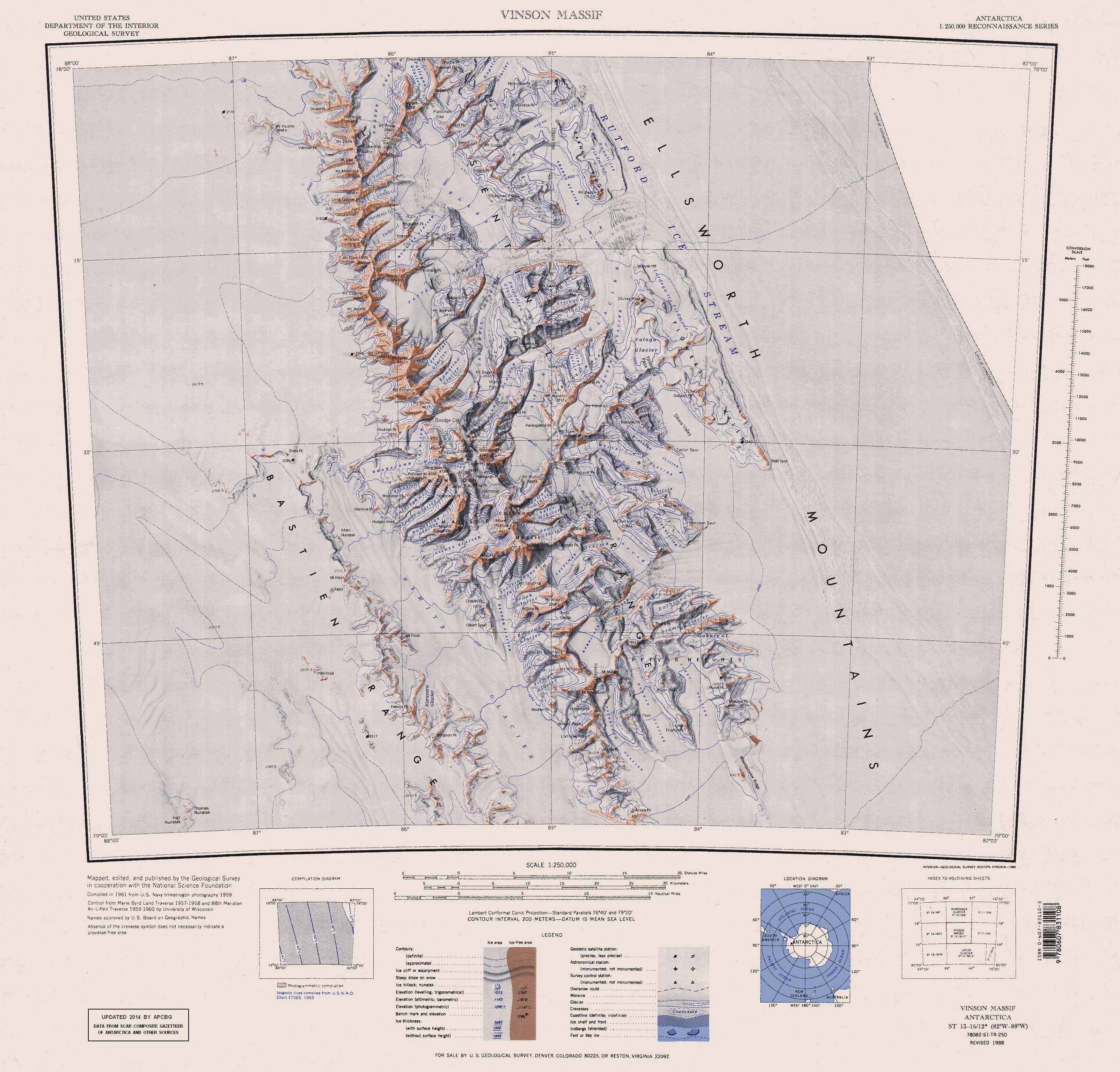

塞韋拉蒂冰川（英語：Cervellati Glacier），是南極洲的冰川，位於埃爾斯沃思地，全長9.5公里，流經埃爾斯沃思山脈的森蒂納爾嶺東坡，最終在熊皮山東南面注入克羅斯韋爾冰川，現時由南極條約體系管理。